# 金徳烈
金 徳烈（キム・ドギョル、朝鮮語: 김덕열/金德烈、1910年9月2日 - 消息不明）は、大韓民国の政治家。制憲韓国国会議員。

## 経歴
京畿道楊州郡州内面維楊里（現・楊州市維楊洞）出身。中央高等普通学校（現・中央高等学校）を卒業した後、1930年に京城法学専門学校（現・ソウル大学校）、1933年に普成専門学校（現・高麗大学校）法科にそれぞれ入学した。1936年に卒業後、渡日し中央大学法学部に入学し、1940年に卒業した。光復後は米軍政庁で管財処の監察官、楊州郡の州内面長などを務めた。1948年5月の初代総選挙に無所属で楊州郡甲区より立候補して当選し、制憲国会議員となった。当選後の6月に無所属倶楽部に参加し、常任委員会の産業労農委員会に所属した。1949年2月に水産立法のための委員会に参加し、同年9月に新正会に加盟し、10月より改正国会法によって設置された産業委員会の所属となった。1950年1月に新たに結成された大韓国民党に参加し、同年4月に趙炳玉を後任国務総理に推薦する連署に署名した。朝鮮戦争時に北朝鮮に拉致され、1956年7月、在北平和統一促進協議会中央委員を務め、1957年初頭に平安北道にある協同農場に移住したとされる。以後消息不明。